# Clemens August von Galen
Clemens August Graf von Galen (Castillo de Dinklage, 16 de marzo de 1878 – Münster, 22 de marzo de 1946) fue obispo de Münster y cardenal de la Iglesia católica, de origen nobiliario. Educado por los jesuitas, luego de su ordenación trabajó en la iglesia San Matías, en Berlín, donde conoció y trabó amistad con el nuncio Eugenio Pacelli (futuro papa Pío XII). Criticó abiertamente el régimen nazi, realizó fuertes denuncias públicas del programa nazi de asesinatos masivos de discapacitados y de la persecución a la Iglesia católica, haciendo de él una de las voces internas más visibles de oposición a los nazis. Se ganó el apodo de “El León de Münster”. El 9 de octubre de 2005, el papa Benedicto XVI lo declaró beato, en el 47.º aniversario de la muerte de Pío XII (1958).

## Primeros años

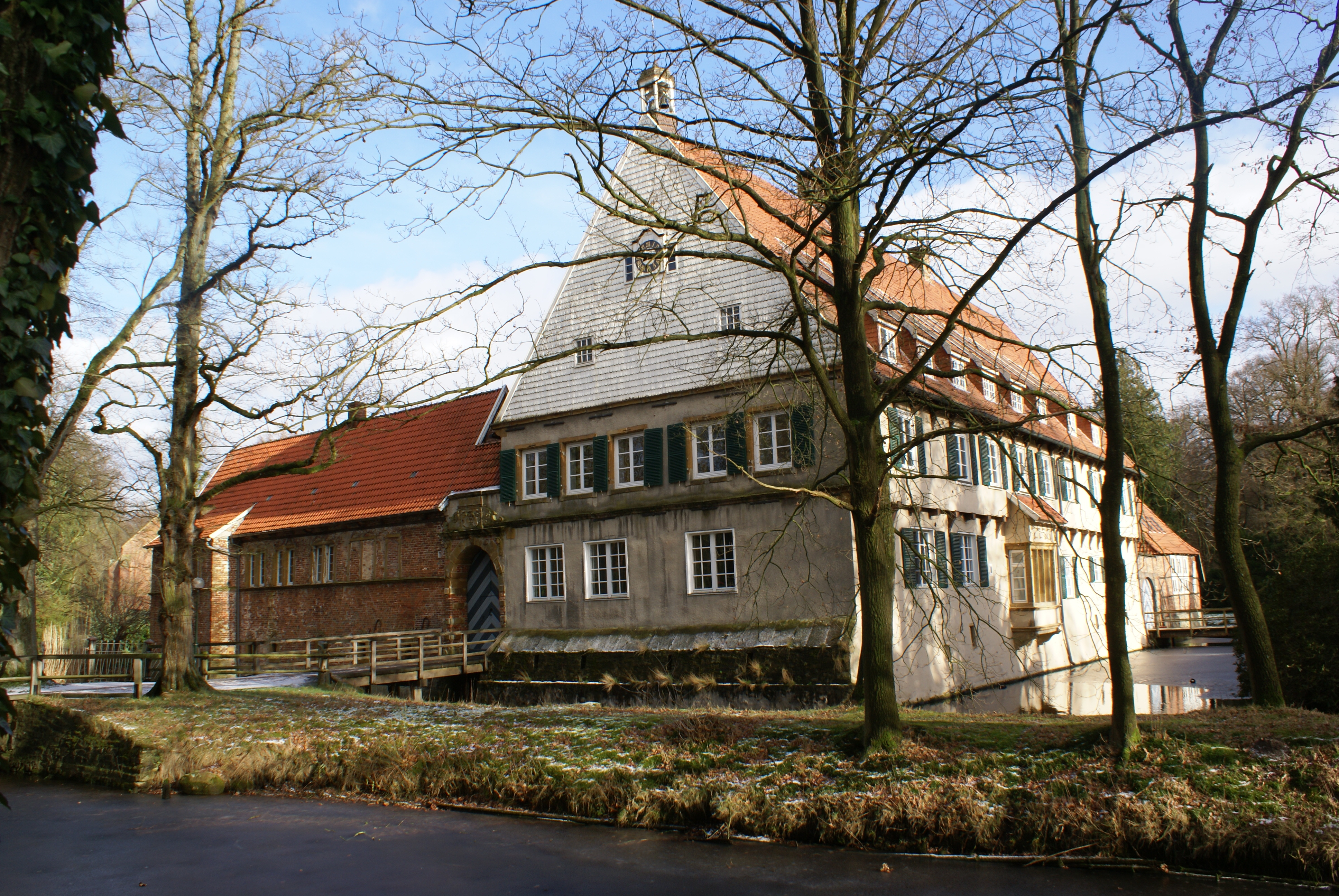
Von Galen fue uno de los trece hijos de una antigua familia aristocrática en Burg Dinklage

Clemens von Galen pertenecía a una de las más antiguas y distinguidas familias nobles de Westfalia, y nació en el Sur Católico del Ducado de Oldenburg (Oldenburger Münsterland, cerca de la frontera con los Países Bajos), en el Burg Dinklage, en el actual estado de la Baja Sajonia. Era hijo del Conde Ferdinand Heribert von Galen, miembro del parlamento del Imperio Alemán (Reichstag) por el Partido de Centro Católico y de Elisabeth von Spee.
Recibió su educación básica en la exclusiva escuela jesuita Stella Matutina en Austria, donde solo podían conversar en latín. No era un estudiante modelo, de acuerdo con lo que su superior jesuita escribió a sus padres: “La infalibilidad es el principal problema de Clemens, quien bajo ninguna circunstancia admitirá que pueda estar equivocado. Están mal siempre sus profesores y educadores.”
Debido a que Prusia no reconocía los grados austriacos, Clemens pasó los últimos años de su formación cerca de casa. Con motivo de su graduación, sus compañeros escribieron en su anuario: “Clemens no hace el amor ni bebe, no gusta de los placeres mundanos.” En 1897 empezó a estudiar todo tipo de temas, literatura, historia y filosofía. En 1899 conoció al papa León XIII en audiencia privada y tras ello decidió ser sacerdote. Estudió en Innsbruck y Münster y recibió el Sacramento del orden de manos de su obispo Hermann Jakob Dingelstad en 1904. Al principio trabajó para un familiar, el Obispo auxiliar Maximilian Gereon de Münster como capellán.
Poco después se mudó a Berlín donde trabajó como párroco en San Matías. En ese tiempo ocurrió un evento memorable que cambiaría su vida, cuando, al predicar su sermón, notó la presencia del nuncio papal entre los fieles presentes. Perdió el hilo de sus pensamientos y comenzó a tartamudear. Desde entonces fueron amigos muy cercanos. Eugenio Pacelli sabía cómo gastarle una broma: Cuando Galen le invite, en un bello día soleado, a disfrutar de  la naturaleza e interrumpir el trabajo para variar la rutina, Pacelli le respondió con una carcajada: “Antes de hacer eso debo desarrollar mucha humildad y ser párroco de San Matías, para así también poder atascarme en un sermón.” Ambos recordaron este incidente y rieron cuando el ahora papa Pío XII elevó a von Galen al Sacro Colegio Cardenalicio.

## Obispo de Münster

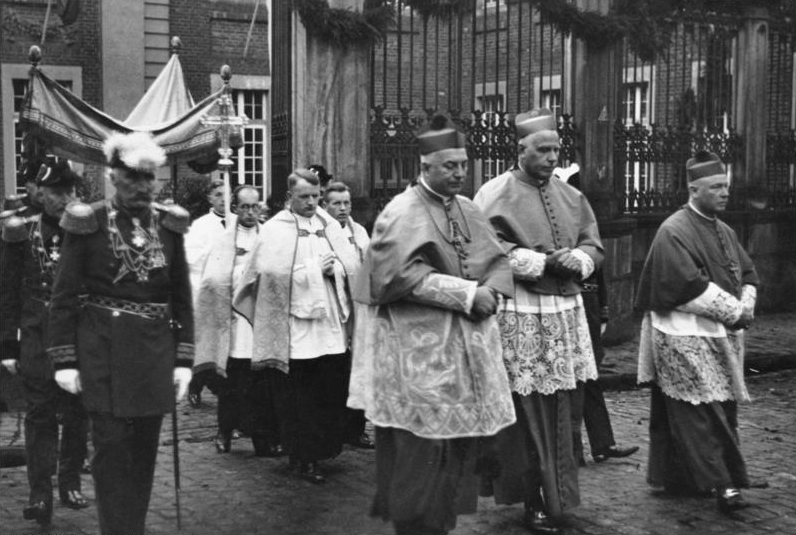
Clemens August Graf von Galen fue consagrado obispo de Münster el 28 de octubre de 1933. En la fotografía se observa la procesión solemne hacia la catedral del cardenal arzobispo de Colonia Karl Joseph Schulte, el obispo Franz Rudolf Bornewasser y el obispo Hermann Wilhelm Berning.

Von Galen fue nombrado obispo de Münster en 1933. Documentos en el Archivo Apostólico Vaticano, abiertos en 2003, indican que von Galen fue elegido solo después de que otros candidatos rechazaron la oferta y a pesar de la protesta del Nuncio Ogregino al en ese momento cardenal Eugenio Pacelli, expresando su opinión de que “von Galen es mandón y paternalista en sus manifestaciones públicas".
Una vez electo, contra el totalitarismo nazi del Nacionalsocialismo en la educación, pidiendo a los padres que insistieran en la enseñanza católica en las escuelas. Exitosamente usó el reciente acuerdo del Reichskonkordat, que garantizaba a la Iglesia el derecho de determinar su propia instrucción religiosa, para forzar a los nazis a permitir que continuara la instrucción religiosa. Fue una de las primeras instancias donde el concordato fue utilizado por la Iglesia como instrumento legal contra el gobierno de Alemania, la cual era una de las intenciones del papa Pío XI.
Poco después, von Galen empezó a atacar la ideología racial del nuevo régimen, en parte haciendo burla de ella y en parte criticando sus ideas, fundamentalmente las publicadas por Alfred Rosenberg. Declaró que era inaceptable atacar el Antiguo Testamento debido a la condición judía de sus autores y limitar la moralidad y la virtud de la utilidad a una raza particular.

## Denuncia del programa nazi de asesinatos masivos de los deficientes mentales Aktion T-4
La conferencia de los obispos alemanes celebrada en Fulda el 11 de agosto de 1940 protestó por los asesinatos de las personas discapacitadas que estaba teniendo lugar en Alemania mediante una carta enviada a Hans Heinrich Lammers, jefe de la Cancillería del Reich, acompañada de la amenaza de hacer público el programa (que sería conocido por su nombre en clave Aktion T-4), si este no se detenía. Al no obtener respuesta intervino el Vaticano que el 2 de diciembre hizo público un decreto en el que se declaraba: «No está permitido matar directamente a una persona inocente por sus defectos mentales o físicos… [Hacerlo es] contrario a la ley natural y al precepto divino». Pero los obispos consideraron desaconsejable emprender más acciones pues podrían «acarrear en la práctica las consecuencias más deletéreas para los asuntos pastorales y eclesiásticos». Sin embargo, el obispo von Galen, decidió no seguir la recomendación de los otros obispos.
El 13 de julio de 1941, von Galen atacó públicamente al régimen por las tácticas de la Gestapo: desapariciones sin juicio, clausura de instituciones católicas sin razón alguna y miedo impuesto a todos los alemanes. La poderosa Gestapo, declaraba Galen, reduce a todos, incluso a los ciudadanos más decentes y leales, al miedo de terminar en una prisión subterránea o en un Campo de concentración. Estando el país en guerra, el obispo rechazó la idea de que él estuviera minando la solidaridad o unidad alemana con sus discursos. Citando a su amigo Pío XII, Opus Justitiae Pax and Justitia fundamentum Regnorum, la paz es obra de la justicia y la justicia es la base del dominio, acusó al régimen de minar la justicia, la creencia en la justicia y de llevar al pueblo alemán a un estado de miedo permanente, incluso cobardía. Concluía: «Como alemán y como ciudadano decente, exijo justicia para el indefenso».
En un segundo sermón del 20 de julio de 1941, von Galen informó a los fieles de que todas las protestas por escrito contra las hostilidades nazis eran inútiles. Las confiscaciones a las instituciones religiosas no disminuían. Los miembros de las órdenes religiosas eran deportados o encarcelados. Dado que los cristianos no son revolucionarios, le pedía a sus oyentes paciencia y entereza. El pueblo alemán está siendo destruido no solo por el bombardeo aliado desde fuera, sino por fuerzas negativas desde dentro.

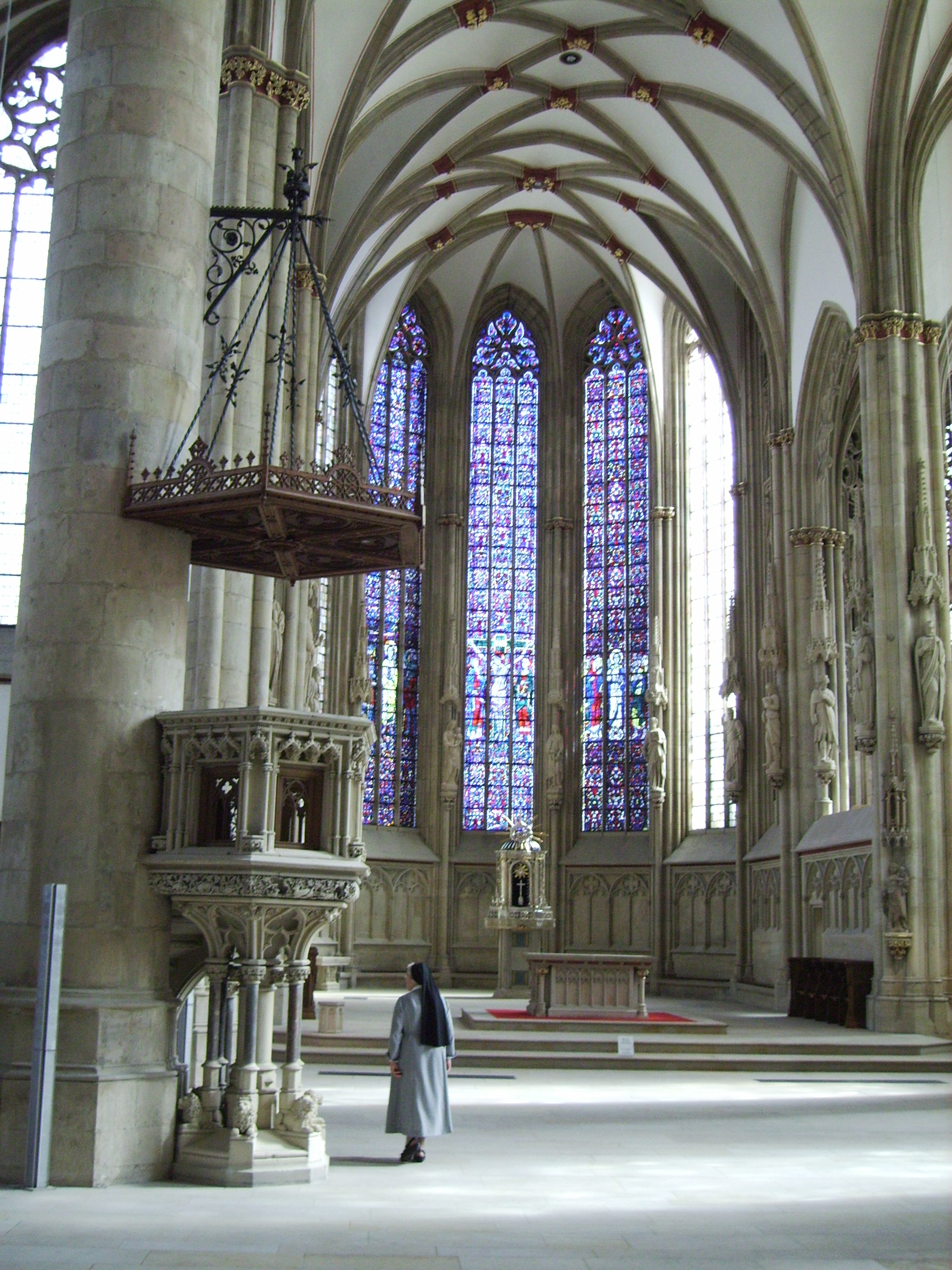
Interior de la Iglesia de San Lamberto (Münster). En esta iglesia fue donde el obispo Galen pronunció su sermón del 3 de agosto de 1941 en el que denunció el asesinato de enfermos mentales y de discapacitados que estaban llevando a cabo los nazis (el programa secreto Aktion T4). El impacto del sermón fue tan enorme que Adolf Hitler se vio obligado a suspender las matanzas.

El sermón más importante y el que tuvo mayor impacto lo pronunció el 3 de agosto de 1941, tras recibir la visita secreta del padre Heinrich Lackmann, capellán del Psiquiátrico de Mariental, cercano a Münster, quien le pidió que hiciera algo para impedir que los pacientes del centro fueran sacados de allí para matarlos. Así en esa fecha pronunció un sermón en el que denunció abiertamente que en Alemania se estaba asesinando a los deficientes mentales: «Existe una sospecha general que roza la certeza de que esas numerosas muertes de personas con enfermedades mentales no se producen por sí solas sino que se provocan deliberadamente, que se está siguiendo la doctrina de acuerdo con la cual ha de destruirse la llamada “vida indigna”, es decir, matar a personas inocentes si uno considera que sus vidas no son ya útiles para la nación y para el estado». Tras mencionar algunos casos individuales, dijo que el doctor Leonardo Conti, médico jefe del Reich, «hablaba sin andarse por las ramas sobre el hecho de que en Alemania realmente se ha matado ya de manera deliberada a un gran número de enfermos mentales y más que van a morir en el futuro». Añadió que si a los seres humanos se les tratara como a los caballos o a las vacas sacrificadas cuando dejaban de ser útiles, «en ese caso fundamentalmente el camino queda expedito para el asesinato de todas las personas improductivas, de los enfermos incurables, de los incapacitados para el trabajo o para la guerra, en ese caso el camino queda expedito para el asesinato de todos nosotros cuando nos volvamos viejos y débiles y por tanto improductivos». «¿Quién va a ser capaz ya de confiar en su médico? Puede muy bien denunciar a su paciente como “improductivo” y recibir instrucciones de matarle. Es imposible imaginar el grado de depravación moral, de desconfianza general que se propagaría hasta dentro de las familias si esta doctrina espantosa se tolerase, se aceptase y se aplicase». Además dijo a sus feligreses que había enviado la información de lo que estaba pasando en el psiquiátrico de Mariental al fiscal del estado.

“Ellos son personas, nuestros hermanos y hermanas, tal vez su vida no sea productiva, pero la productividad no es una justificación para matar.” Si así lo fuera, todo el mundo temería inclusive acudir al doctor. El tejido social se vería afectado. Un régimen que puede salirse con la suya rompiendo el quinto mandamiento, puede destruir asimismo los otros mandamientos.

La impresión que causaron los sermones fue enorme, sobre todo el último, pues alcanzaron una gran difusión ya que Galen los hizo imprimir como mensaje pastoral y fueron leídos en voz alta en las parroquias. Por su parte los británicos emitieron fragmentos de los mismos por medio del servicio alemán de la BBC y lanzaron octavillas sobre varias ciudades alemanas, además de traducirlos a otras lenguas y distribuirlos en los países ocupados por los nazis como Francia, Holanda o Polonia. Así fue como probablemente tuvo conocimiento de los mismos Karol Wojtyła.
El impacto del sermón del 3 de agosto fue tan grande que dio lugar, según Richard J. Evans, al «movimiento de protesta más enérgico, explícito y extendido contra cualquier política nazi desde el comienzo del Tercer Reich». Fue comentado por mucha gente y algunos de los que protestaron fueron recluidos en campos de concentración, incluidos sacerdotes que habían difundido el sermón en sus parroquias. Otros obispos católicos alemanes se sumaron a la iniciativa de Galen y predicaron en contra de la privación de la vida. Todo el mundo temía una respuesta brutal de las autoridades nazis y el propio Galen esperaba ser detenido de un momento a otro. Pero lo que ocurrió fue todo lo contrario: que el programa Aktion T4 fue suspendido tres semanas después, el 24 de agosto, por una orden directa de Hitler, aunque se aseguró de que siguiera la matanza de niños que al producirse en una escala más pequeña era menos visible. Sin embargo, sí hubo una respuesta indirecta: el estreno de la película Ich kage an (‘Yo acuso’) que contaba la historia de una joven que quería que se le aplicara la eutanasia porque padecía esclerosis múltiple, y en la que se incluía una larga disertación de un catedrático a favor de la eutanasia involuntaria, escena que había sido ideada personalmente, entre otras, por Viktor Brack, el director de la T-4. Sin embargo, el mensaje subliminal de la película, de que el programa de matanzas de la T-4 estaba justificado, no logró su objetivo.
El alto oficial Walter Tiessler pidió en comunicados directos a la Cancillería del Reich y al secretario personal de Hitler, Martin Bormann, la autorización para ejecutar el asesinato del obispo. Por su parte, el comité nazi local estaba furioso y ordenó el arresto inmediato de von Galen. Sin embargo, Joseph Goebbels, Bormann y otros contaban con el fin de la Segunda Guerra Mundial, para no romper la moral y fe en el Reich de los alemanes en el área, predominantemente católica, durante la guerra en curso.
El historiador británico Richard J. Evans ha valorado «la importancia de las actuaciones de Galen»:

Es imposible decir con alguna certidumbre qué hubiera sucedido de no haber ignorado él el consejo de sus superiores en la Iglesia católica y de no haber alzado su voz contra la matanza de los enfermos mentales y los discapacitados. Pero habida cuenta de la propensión del nazismo a radicalizar sus políticas cuando éstas encontraban poca o ninguna resistencia, es cuando menos posible, incluso muy probable, que el programa [Aktion T-4] hubiese continuado superando con mucho la cuota inicial después de agosto de 1941.[...]
 No obstante, no podría decirse otro tanto de otros grupos perseguidos en la sociedad alemana, como los gitanos o los judíos. Galen no dijo nada sobre ellos, ni tampoco lo hicieron los otros representantes de las iglesias, salvo raras excepciones.

## Patriota alemán
Von Galen apoyó abiertamente al protestante Paul von Hindenburg contra el candidato católico Wilhelm Marx en las elecciones presidenciales de 1925.
Von Galen también era un reconocido patriota alemán y un decidido anti comunista que apoyó la batalla en el Frente Oriental contra el régimen de Stalin en la Unión Soviética. Su visión sobre el comunismo se había formado como consecuencia de la estalinización y persecución implacable contra los cristianos dentro de la Unión Soviética desde 1918, durante la cual virtualmente todos los obispos católicos fueron o bien asesinados o tuvieron que huir. Dio la bienvenida a la guerra de Alemania contra la URSS en 1941 como un suceso positivo.
Un sermón que pronunció el obispo en 1941 sirvió de inspiración para el grupo antinazi la Rosa Blanca y el propio sermón fue el primer panfleto del grupo.
Los sermones publicados de von Galen muestran que condenó las deportaciones racistas de los nazis. Von Galen, sufrió así virtual arresto domiciliario desde 1941 hasta el fin de la guerra.
Después de la guerra, su indignación se volvió hacia los ocupantes británicos, quienes desde su punto de vista, complicaron con actos hostiles (incluyendo raciones de hambre para la gente común) la ya complicada vida en la Alemania de la posguerra. Los británicos respondieron quitándole su automóvil, impidiéndole que visitara las parroquias y llevará a cabo las confirmaciones ya planeadas. El 13 de abril Galen se dirigió a las autoridades del Ejército de los Estados Unidos para protestar contra las violaciones a mujeres por parte de los soldados rusos y polacos y contra el pillaje y robo de los hogares, fábricas y oficinas alemanas por parte de las fuerzas americanas y británicas, especialmente durante la noche. El 1 de julio de 1945 denunció “el saqueo de nuestros hogares ya destruidos por las bombas”, “el pillaje y destrucción de nuestras casas y granjas en el campo por bandas armadas de atracadores”, el “asesinato de hombres indefensos”, “la violación de mujeres y niñas alemanas por lascivos bestiales” (las violaciones masivas como actos de represalia por soldados del Ejército Rojo, antiguos prisioneros de guerra eran desenfrenadas y se estiman en 2 millones, de las cuales tal vez más de un millón terminaron en muertes, principalmente por suicidio), la indiferencia de las fuerzas de ocupación al riesgo de hambruna en Alemania; todos estos horrores eran justificados con base en la “falsa visión de que ‘todos los alemanes son criminales y merecen los mayores castigos, incluyendo la muerte y exterminación.”
En una entrevista conjunta con oficiales británicos, dijo a la prensa internacional, “justo como luché contra las injusticias nazis, lucharé contra cualquier injusticia, sin importar de donde venga.” Repitió estas reivindicaciones en un sermón del 1 de julio de 1945, el cual, como en los años del nazismo, fue secretamente copiado y distribuido por toda la Alemania ocupada. Las autoridades británicas se sintieron atacadas por el sermón de von Galen y le ordenaron renunciar de inmediato, a lo que él se negó.  Su creciente popularidad contribuyó a la decisión de los aliados de posteriormente permitirle la libertad de expresión sin ninguna censura. En una entrevista con medios suizos, von Galen exigió castigo justo para los verdaderos criminales nazis, pero trato humanitario para los millones de prisioneros de Guerra que no cometieron crímenes, pero les fue prohibido por los británicos contactar a sus familiares. Criticó la costumbre británica de destituir a los funcionarios alemanes sin ninguna investigación ni juicio, haciendo notar que los nazis habían hecho lo mismo en 1933, pero al menos las víctimas de los nazis habían continuado recibiendo una pensión. Enérgicamente condenó la expulsión de civiles alemanes de las antiguas provincias y territorios alemanes orientales anexados por la Polonia comunista y la Unión Soviética. Un documento del Foreign Office lo llamó “la personalidad más sobresaliente entre el clero en la zona británica… Escultural en apariencia e inflexible en la discusión, este viejo aristócrata… es un nacionalista alemán de pies a cabeza.”
El general de las SS Kurt Meyer, acusado del fusilamiento de 18 prisioneros canadienses, fue sentenciado a muerte. Galen intervino a solicitud de la familia. En una segunda revisión, un general canadiense conmutó su sentencia de muerte al encontrar solo “un amasijo de evidencias circunstanciales”. Meyer pasó nueve años en prisiones de guerra británicas y canadienses. Las fuerzas británicas trataron de obtener apoyo invitando al Dr. Bell, obispo anglicano de Chichester a encontrarse con von Galen para un encuentro tripartito en octubre de 1945. Bell encontró que Galen tenía un inmenso poder moral, pasión por la justicia, comportamiento bien educado, estaba muy preocupado por su pueblo y era un defensor del ecumenismo.

## Cardenalato

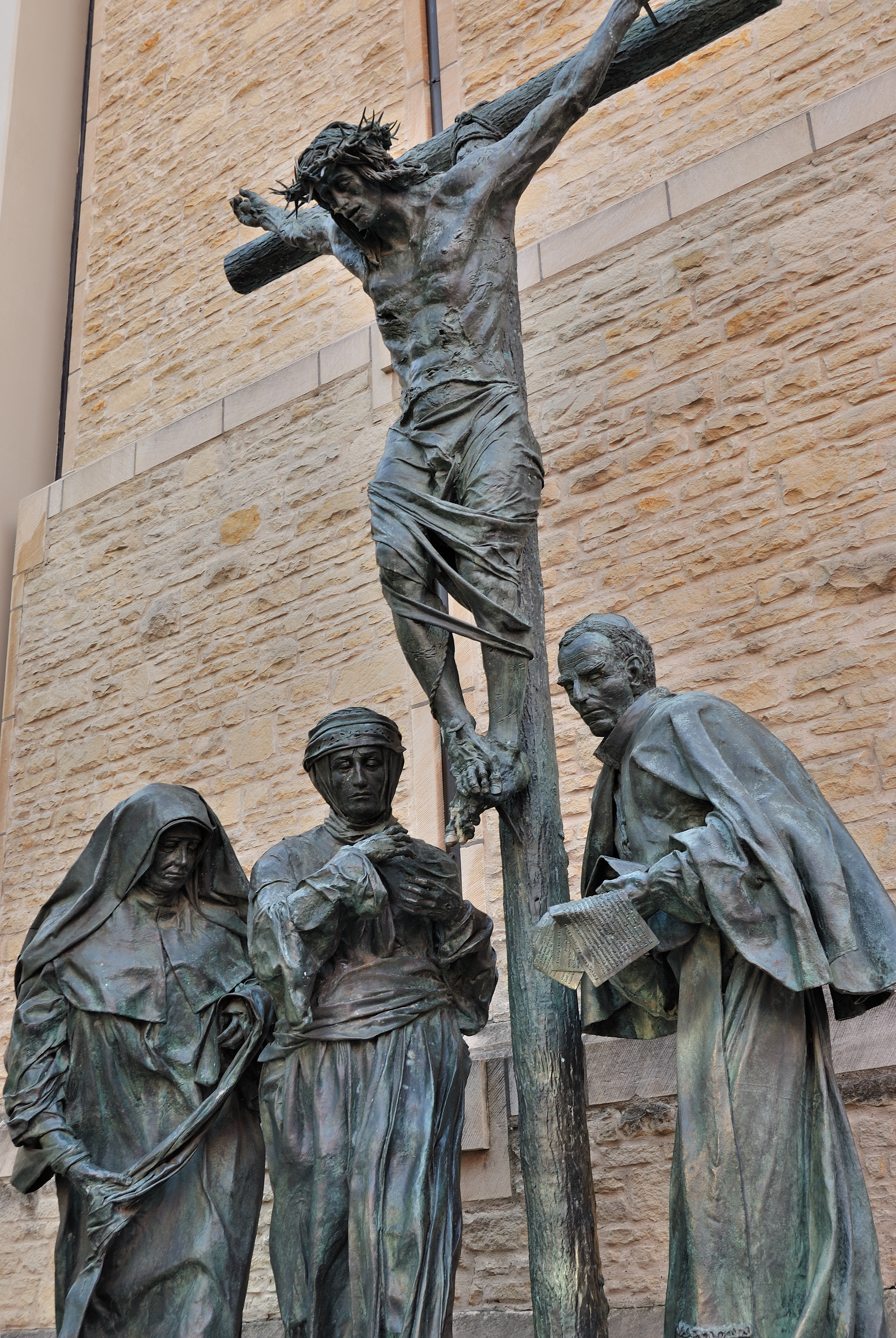
Sección del grupo escultórico sobre la crucifixión, realizado por el artista alemán Bert Gerresheim. Al pie de Jesucristo crucificado y de izquierda a derecha se ubican la religiosa alemana María Eutimia Üffing, la monja mística Ana Catalina Emmerick, y el cardenal Clemens August Graf von Galen, que sostiene las notas de un sermón. Ciudad de Münster, Alemania.

Inesperadamente, en la Navidad de 1945, se conoció la noticia de que el papa Pío XII nombraría tres nuevos cardenales alemanes, uno de los cuales sería el obispo von Galen, quien, a pesar de numerosos obstáculos británicos y negativas de transporte aéreo, llegó a Roma el 5 de febrero de 1946. Los cardenales americanos financiaron su estancia en Roma, ya que el dinero alemán no era aceptado. Se había hecho tan famoso y popular, que luego de que el Papa le colocó el capelo rojo con las palabras: “Dios te bendiga, Dios bendiga a Alemania”, la Basílica de San Pedro tronó por varios minutos con un ‘’applauso trionfale’’ para von Galen.  Él lo interpretó como “’un signo del amor del Papa por nuestro pobre pueblo alemán. Ante todo el mundo, él ha, como un observador supranacional e imparcial, reconocido al pueblo alemán como igual en la sociedad de las naciones.’” Mientras estuvo en Roma, visitó los campos de prisioneros alemanes en Tarento y les dijo a los soldados alemanes de la Wehrmacht que él se encargaría de su liberación y que el mismo Papa estaba trabajando en la liberación de los prisioneros de guerra. Llevó una gran cantidad de mensajes personales reconfortantes a sus preocupadas familias.
Luego de recibir el sombrero rojo del Papa, von Galen fue a ver a la Madre Pasqualina Lehnert, la fiel ayudante del Papa. Le dijo como el Papa había citado largos pasajes de sus sermones de 1941 de memoria y como le agradecía su valor. Galen le dijo al Papa, “Si, Santo Padre, pero muchos de mis mejores sacerdotes murieron en los campos de concentración porque distribuyeron mis sermones.” Pío replicó que siempre había sido consciente de que miles de inocentes serían enviados a una muerte segura como resultado de sus protestas como Papa. Hablaron de los viejos tiempos en Berlín y von Galen estaba realmente feliz, “pues por nada en el mundo me habría perdido esas dos horas, ni siquiera el sombrero rojo.”  Von Galen juzgaba que Pío XII era una “persona inusualmente santa, inusualmente consciente e inusualmente buena,” pero alguien que había “obviamente olvidado todos mis malos hábitos, de otro modo no me habría dado el sombrero rojo.” Cuando la madre Pasqualina le dijo que estaría presente en su misa romana, respondió con una sonrisa: "Mejor empiezo a preparer el sermón, de otro modo me trabaría de nuevo y usted le iría a contar todo".

## Muerte y beatificación

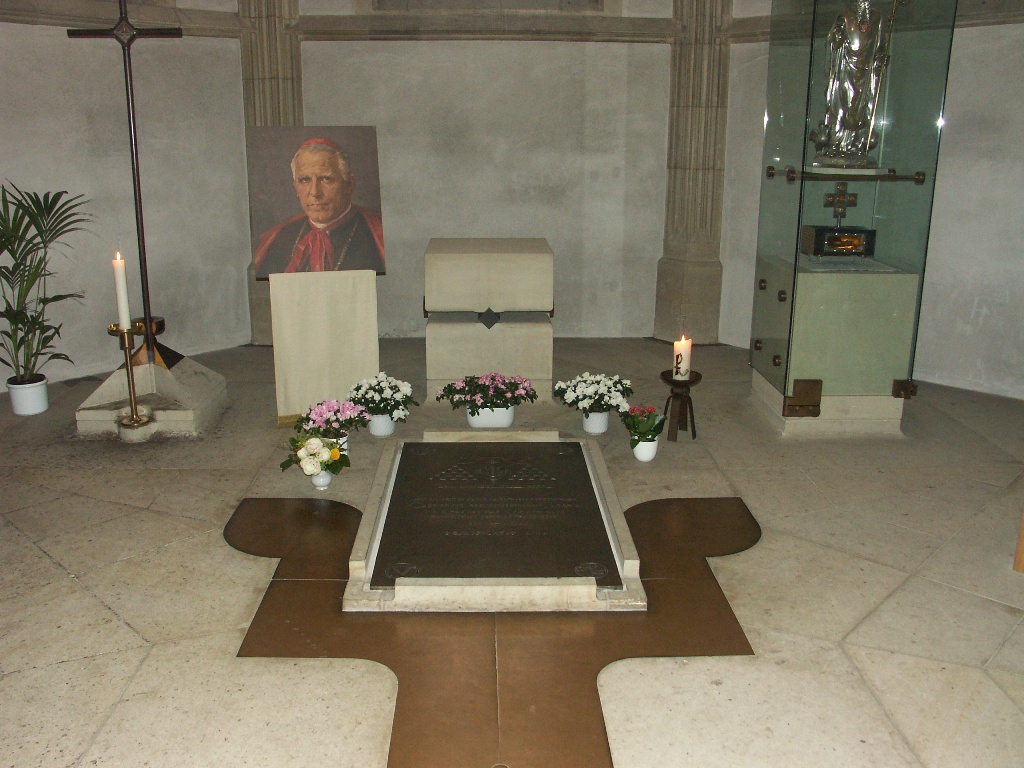
Tumba del cardenal Clemens August Graf von Galen, en la catedral de Münster.

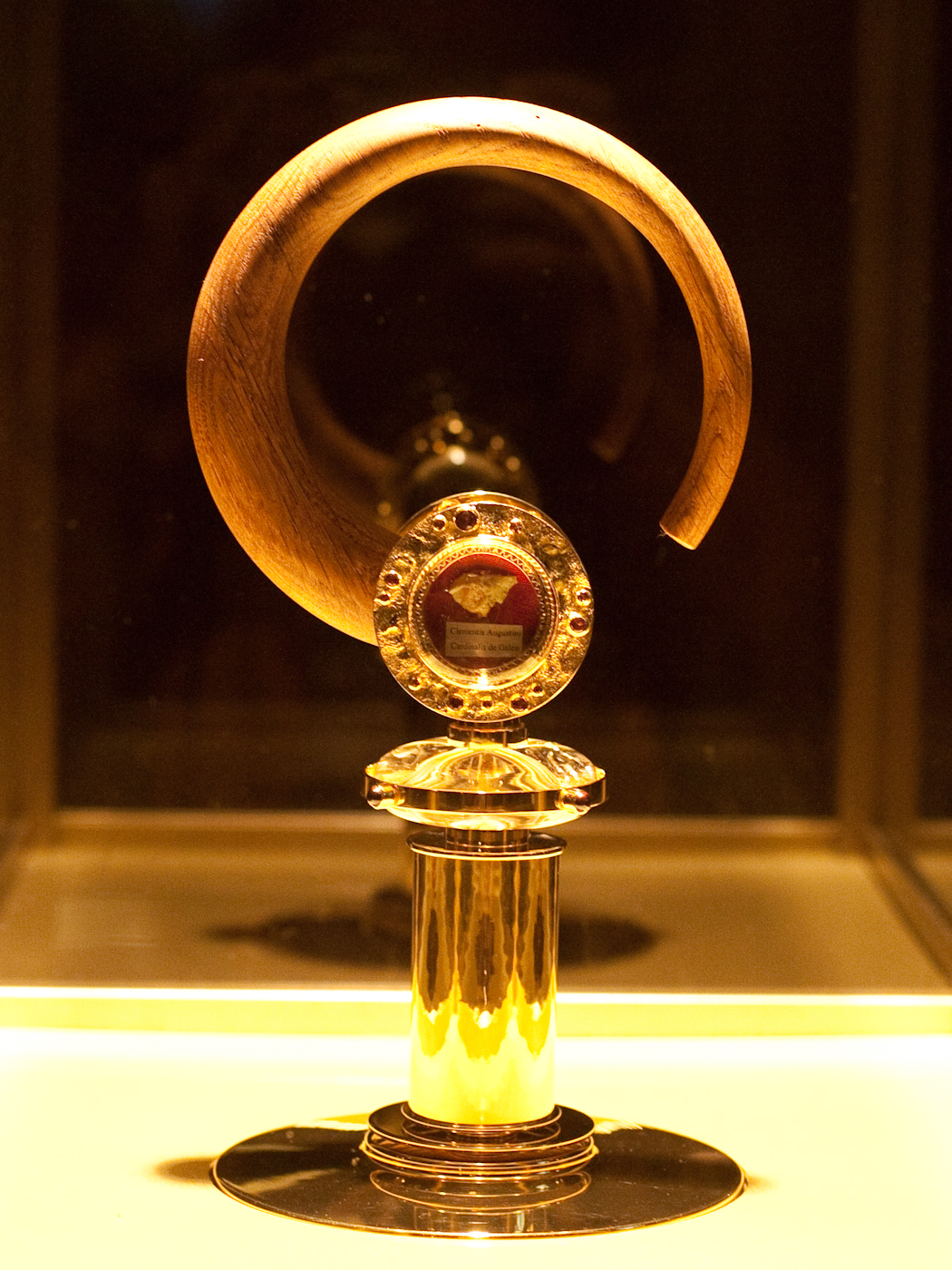
Relicario del cardenal Clemens August Graf von Galen.

Luego de su pesado viaje a la Ciudad del Vaticano, el nuevo cardenal fue entusiastamente celebrado en su natal Westfalia y en su destruida ciudad de Münster, la cual permanecía en ruinas como resultado de los bombardeos aéreos. Murió a los pocos días de su regreso de Roma en el St. Franziskus Hospital de Münster debido a una infección del apéndice diagnosticada muy tarde. Sus últimas palabras fueron:"Ja, Ja, wie Gott es will. Gott lohne es Euch. Gott schütze das liebe Vaterland. Für ihn weiterarbeiten... oh, Du lieber Heiland!" ("Sí, sí, como Dios lo desea. Que Dios os recompense por ello. Que Dios proteja a la querida patria. Continúen trabajando por él… oh, ¡tú querido Salvador!") Fue enterrado en la cripta de la familia Galen en la destruida catedral de Münster.
Su causa de beatificación fue iniciada por su sucesor, el obispo Michael Keller y comenzó bajo el pontificado del propio Pío XII en 1956. Concluyó finalmente en noviembre de 2004 bajo el pontificado de Juan Pablo II. Clemens August Graf von Galen fue beatificado el 9 de octubre de 2005 en la plaza de San Pedro por el papa Benedicto XVI, en el 47 aniversario de la muerte del papa Pío XII (1958).